# Шайдулин, Алексей Валерьевич
Алексей Валерьевич Шайдулин (11 января 1979, пос. Анучино, Приморский край,СССР) — заслуженный мастер спорта России, боксер, вице-чемпион мира 2005 года в составе сборной Болгарии, бронзовый призёр чемпионата Европы 2006 года в составе сборной Болгарии, неоднократный чемпион России, двукратный обладатель Кубка России, трёхкратный победитель «Олимпийские надежды», победитель матчей Россия-США, многократный победитель различных международных турниров.
Алексей Шайдулин провёл на ринге 608 боёв на любительском уровне, в 580 из которых одержал победы.
В настоящее время — вице-президент Федерации бокса Калининградской области по развитию юношеского бокса, тренер-преподаватель МАОУ ДОД ДЮСШ № 12 по боксу. Постоянно проживает в городе Калининграде с 1997 года.